# Śnieć cuchnąca pszenicy

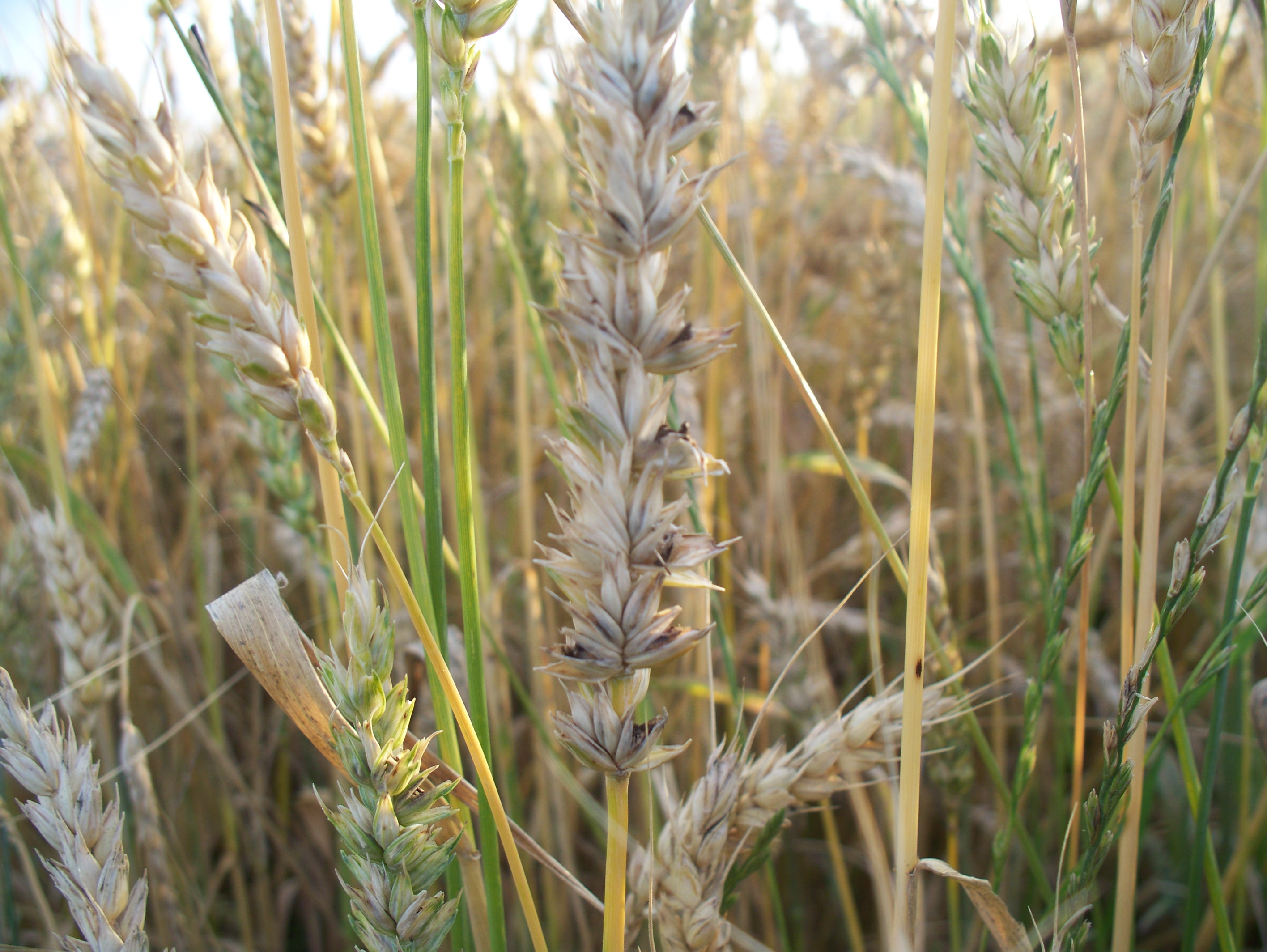
Śnieć na niektórych kłoskach pszenicy

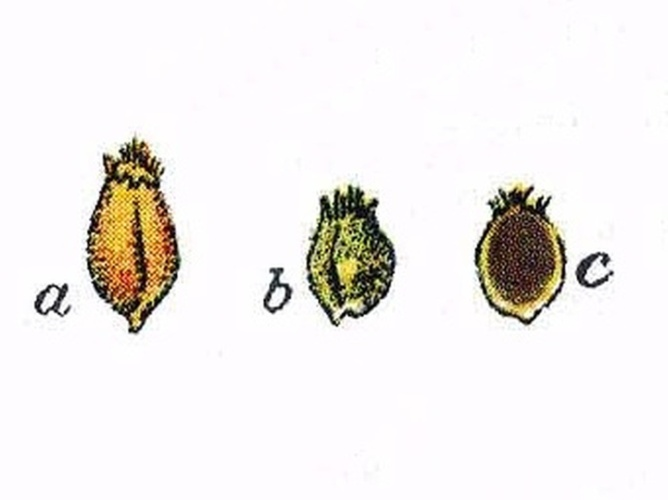
Zairniaki pszenicy. a – zdrowy, b,c – chore

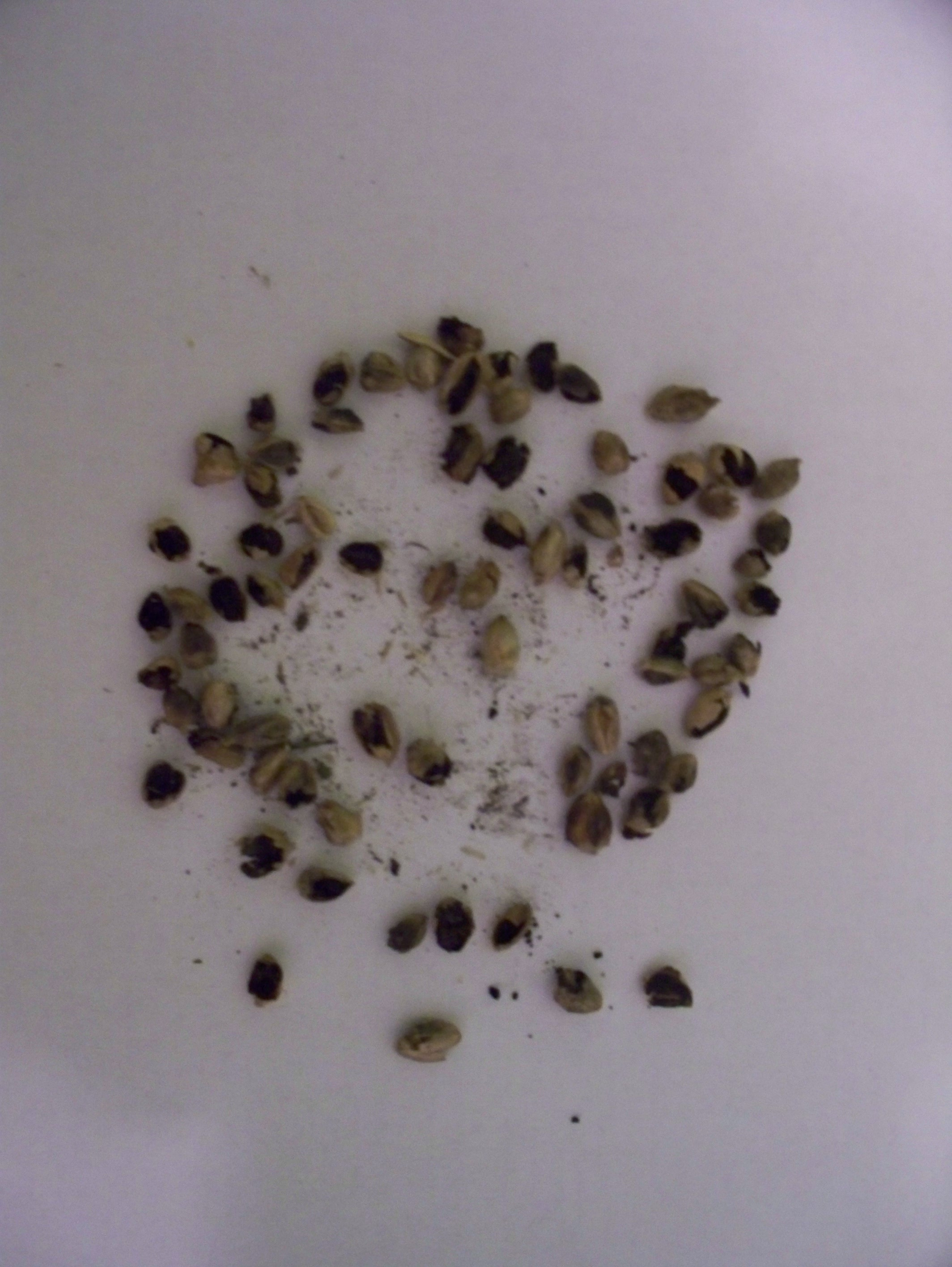
Porażone ziarniaki

Śnieć cuchnąca pszenicy (ang. common bunt of wheat, rough-spored bunt of wheat, stinking smut of wheat) – grzybowa choroba pszenicy wywoływana przez należący do podstawczaków patogen Tilletia caries. Jest to choroba z grupy śnieci.

## Występowanie i szkodliwość
Choroba częściej występuje na pszenicy ozimej, niż jarej. Przy dużej ilości inokulum i przy braku ochrony choroba poraża 70–90% kłosów. W porażonych kłosach w ogóle nie występują zdrowe ziarniaki, więc spadek plonu może wynieść tyle samo. Choroba powoduje także obniżenie jakości zebranego plonu, ponadto nieprzyjemny zapach wydzielany przez zarodniki patogenu powoduje pogorszenie jego właściwości. Mąka z takiego ziarna ma nieprzyjemny zapach. Unoszące się w czasie zbioru duże ilości zarodników grzyba są łatwo palne i mogą nawet spowodować zapalenie się kombajnu. U osób uczulonych powodują alergię. Wydzielana przez zarodniki grzyba zwane teliosporami trójmetyloamina jest mykotoksyną i powoduje spadek przyrostu wagi zwierząt hodowlanych, a w niektórych wypadkach śmierć zwierząt skarmianych porażonym zbożem.

## Objawy
Pojawiają się dopiero podczas dojrzewania kłosów. Chore rośliny dłużej niż zdrowe pozostają zielone, są też od nich mniejsze średnio o 20%. W czasie dojrzewania ich kłosy nie pochylają się, ale sterczą pionowo, gdyż porażone ziarna są lekkie i pękate. Są wypełnione brunatnym pyłem zarodników grzyba. Porażone ziarniaki są grubsze, krótsze i lżejsze od ziarniaków zdrowych, z tego powodu często nazywa się je balonikami. Jedyną ich niezniszczoną częścią pozostaje tylko łupina nasienna. Początkowo zarodniki są maziste, potem pylące. Wydzielają nieprzyjemny, podobny do śledzi zapach.

## Epidemiologia
Źródłem infekcji są teliospory rozprzestrzeniające się podczas młocki i osiadające na powierzchni zdrowych ziarniaków i na ziemi. Infekcji dokonują tylko te teliospory, które znajdują się na powierzchni ziemi, gdyż do ich kiełkowania niezbędne jest światło. Teliospory zagrzebane w ziemi nie kiełkują. Infekcji nowych roślin dokonują wytworzone przez kiełkujące teliospory zarodniki podstawkowe (bazydiospory). Roznosi je wiatr. Bazydiospory powstają w czasie kwitnienia kłosów. Gdy dostaną się na kłosy pszenicy kiełkują i infekują kwiaty.
W glebie, w zależności od jej rodzaju i od pogody, teliospory mogą przetrwać 4–5 lat. Optymalna dla ich kiełkowania temperatura wynosi 12–20 °C. Teliospory pozostałe w glebie po młocce infekują miejscowe pole lub bliską jego okolicę (gdy rozniesie je wiatr). Teliospory na zakażonych ziarniakach mogą wraz z nimi być transportowane na większe odległości.

## Zapobieganie
Aby zapobiec chorobie stosuje się następujące zabiegi:
- dokładne przyorywanie resztek pożniwnych
- przestrzeganie zasad prawidłowej agrotechniki
- dobór odpornych odmian
- stosowanie zdrowego ziarna
- zaprawianie ziarna fungicydami (zawierającymi tiram lub triadimenol)[4]
- stosowanie wczesnego siewu pszenicy ozimej i późniejszego siewu pszenicy jarej (kiełkowanie w wyższych temperaturach ogranicza występowanie infekcji)[5].